# Добросневичи
Добросне́вичи (бел. Дабрасневічы) — деревня в составе Буйничского сельсовета Могилёвского района Могилёвской области Республики Беларусь. Расположена в 9 километрах на запад от Могилёва и в 5 километрах, как от платформы Тишовка, так и от станции Голынец железной дороги Могилёв — Осиповичи. Вдоль деревни протекает река Лахва (приток Днепра).

## История
Добросневичи известны в Великом княжестве Литовском ещё с XVII века. Упоминаются в 1647 году как деревня и фольварк Доброшневичи в составе имения Княжицы в Оршанском повете ВКЛ, в 1654 году - как деревня Дубросневичи при ее передаче лидским хорунжим Яном Станиславом Курчем с супругой Барбарой (из Друцких-Соколинских) (унаследовавшей Княжицы от первого мужа, князя Юрия (Ежи) Константиновича Головчинского) в заклад могилевскому бурмистру Роману Ребровичу с супругой Ириной Овхимовной.
В 1785 году село Добрусневичи в Могилёвском уезде с 16 дворами и 132 жителями, являлось собственностью помещика, работала мельница и сукновальня. По переписи 1897 года в селе 24 двора и 180 жителей, работала водяная мельница, школа грамоты, постоялый двор, а рядом находилось имение. В 1907 году в Добросневичах открыта земская школа, для которой в 1914 году построено отдельное здание. В 1908 году в школе обучалось 28 мальчиков и 18 девочек. В 1909 году в селе было 28 дворов и 235 жителей.
После революции школа была преобразована в рабочую школу 1-й ступени, в которой в 1925 году обучалось 42 ученика и действовал драматический кружок. В 1921 году в деревне было образовано сельскохозяйственное товарищество в которое входило 59 хозяйств. В декабре 1922 года в бывшем имении организовано кооперативное хозяйство, а в 1923 году сельскохозяйственная артель. В 1926 году в деревне насчитывалось 50 дворов и 378 жителей, здесь работал пункт по ликвидации безграмотности среди взрослых. В феврале 1930 года в Добросневичах организован колхоз «Парижская Коммуна», который в 1931 году объединял 55 хозяйств. В 1932 году появилось электричество. В 1930-х годах начальная школа была преобразована в семилетку, в которой в 1936 году обучалось 247 учеников, 110 из которых были пионерами, а также имелась библиотека. Перед войной в 1940 году деревня состояла из 60 дворов и 203 жителей. Во время Великой Отечественной войны с июля 1941 года по 27 июня 1944 года оккупирована немецкими войсками. В декабре 1941 года партизанами был разгромлен полицейский участок, который находился в деревне. В октябре 1943 года деревня была полностью сожжена немцами, убито 28 жителей. После войны отстроена. С 20 августа 1924 года по 16 июля 1954 года Добросневичи были центром сельсовета. В 1990 году деревня состояла из 48 дворов и 113 жителей, относилась к колхозу «Маяк коммунизма» (центр в деревне Тишовка). Здесь размещались: производственная бригада, ферма крупного рогатого скота, отделение связи и магазин.

## Археология
Около Добросневич, на левом берегу реки Лахва, находятся курганные могильники. А на расстоянии 0,9 километров на запад от деревни на левом берегу Лахвы расположено поселение X — XII веков.